# Bornheim (Noordrijn-Westfalen)
Bornheim (Rheinland) is een stad en gemeente in de Duitse deelstaat Noordrijn-Westfalen, gelegen in de Rhein-Sieg-Kreis. De gemeente telt 48.348 inwoners (31 december 2020) op een oppervlakte van 82,69 km².

## Stadsdelen
- Bornheim
- Brenig
- Dersdorf
- Hemmerich
- Hersel
- Kardorf
- Merten
- Rösberg
- Roisdorf
- Sechtem
- Uedorf
- Walberberg
- Waldorf
- Widdig

## Partnersteden
- Bornem (België)
- Mittweida (Duitsland)

## Afbeeldingen

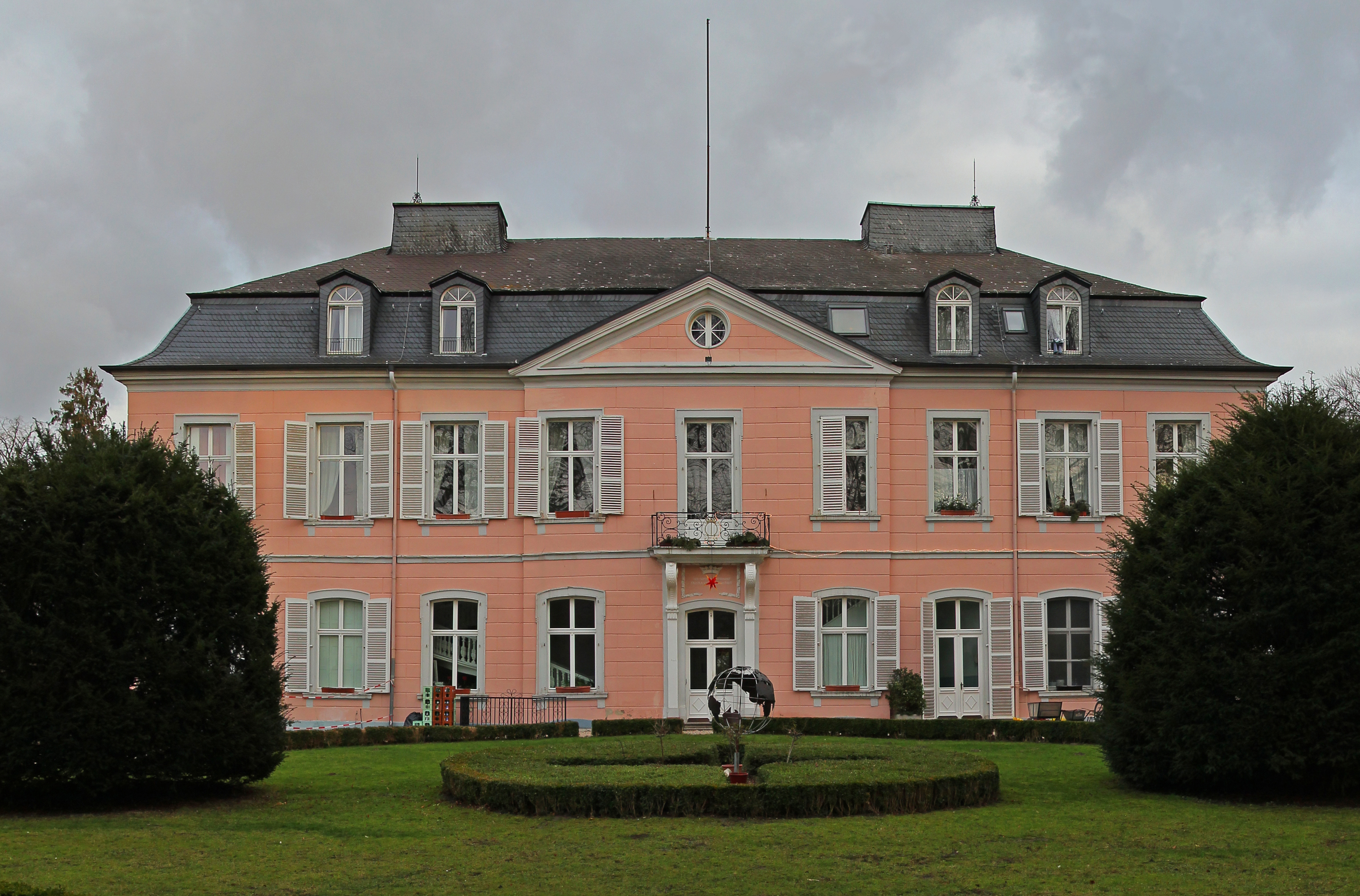
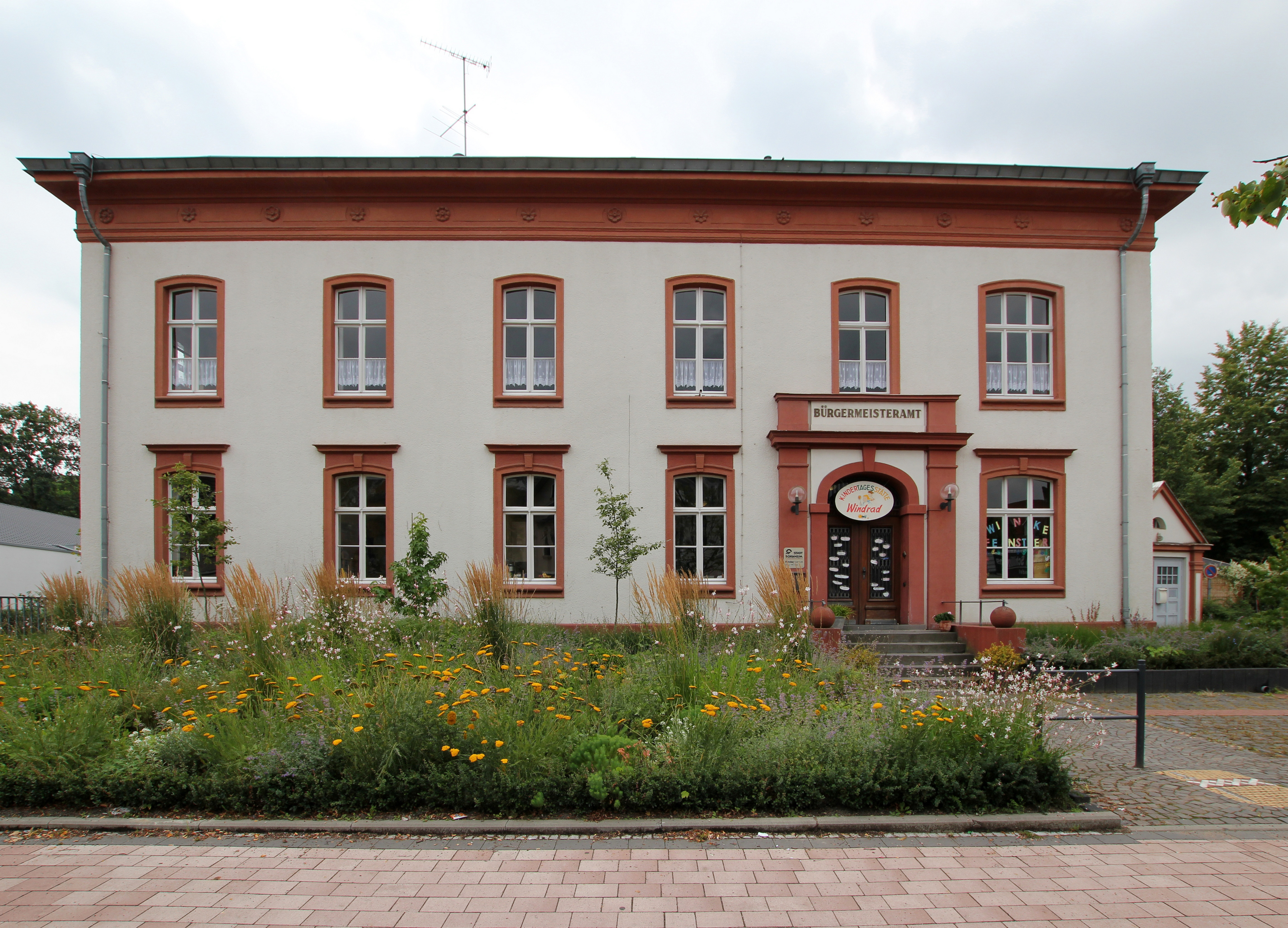
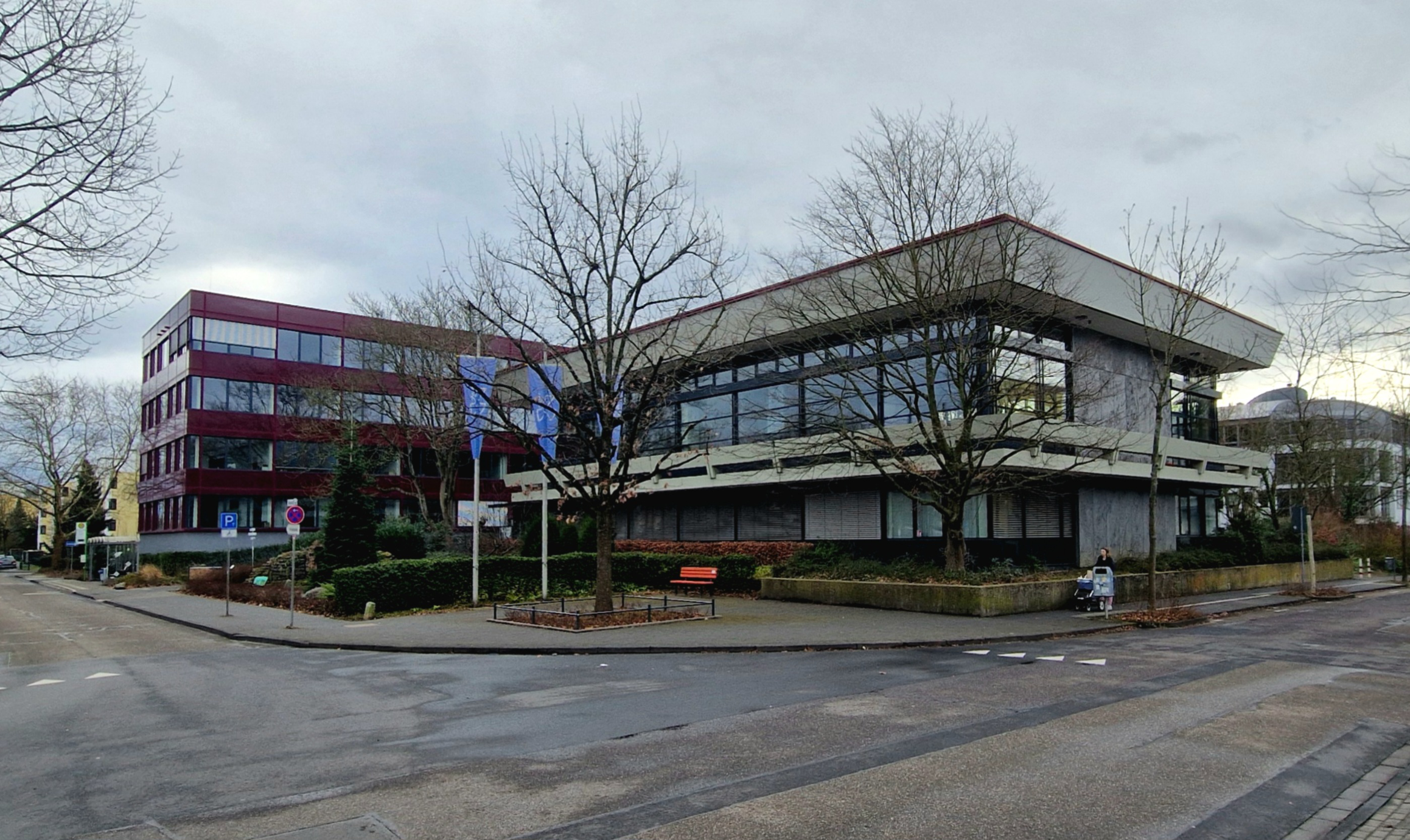
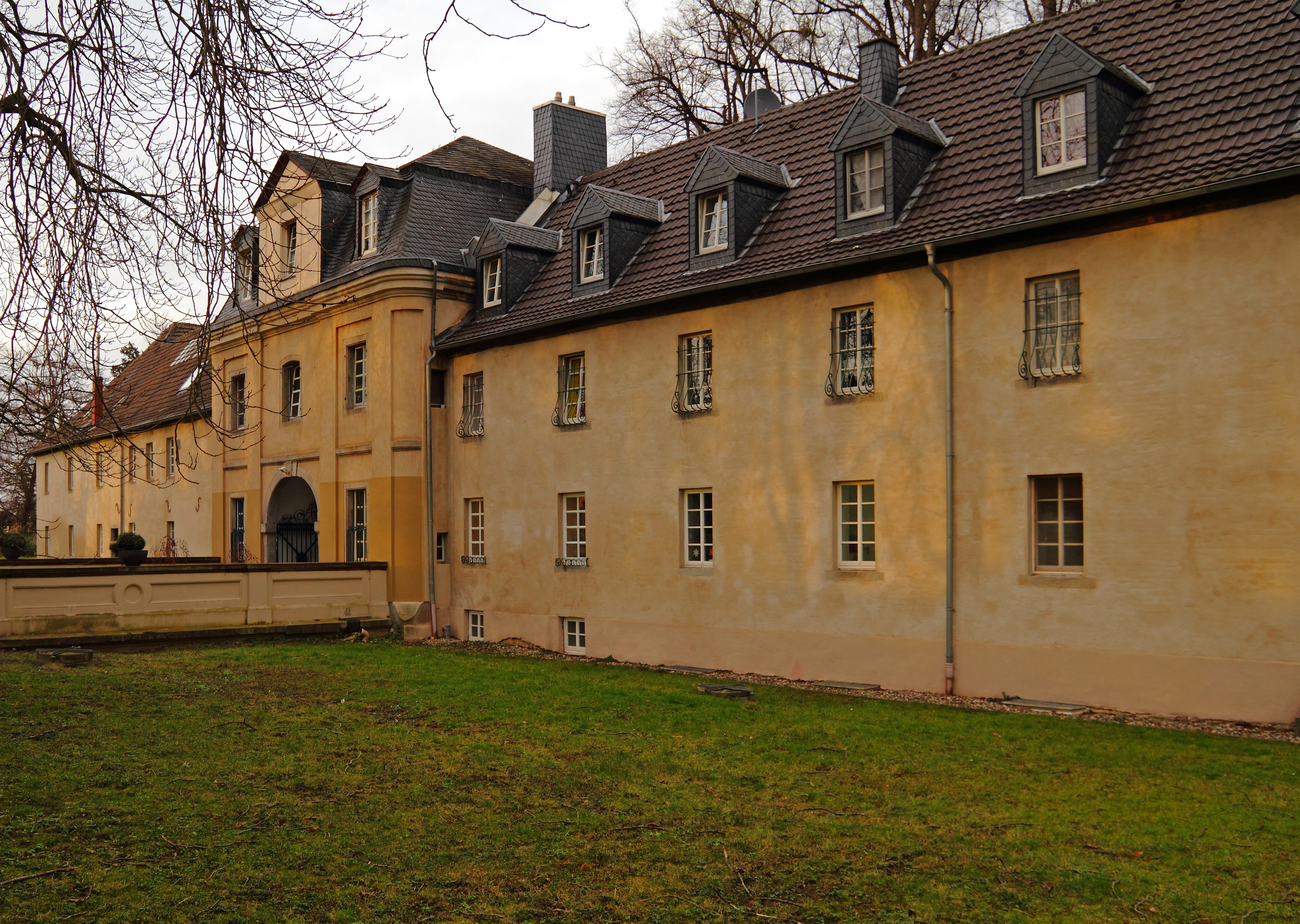
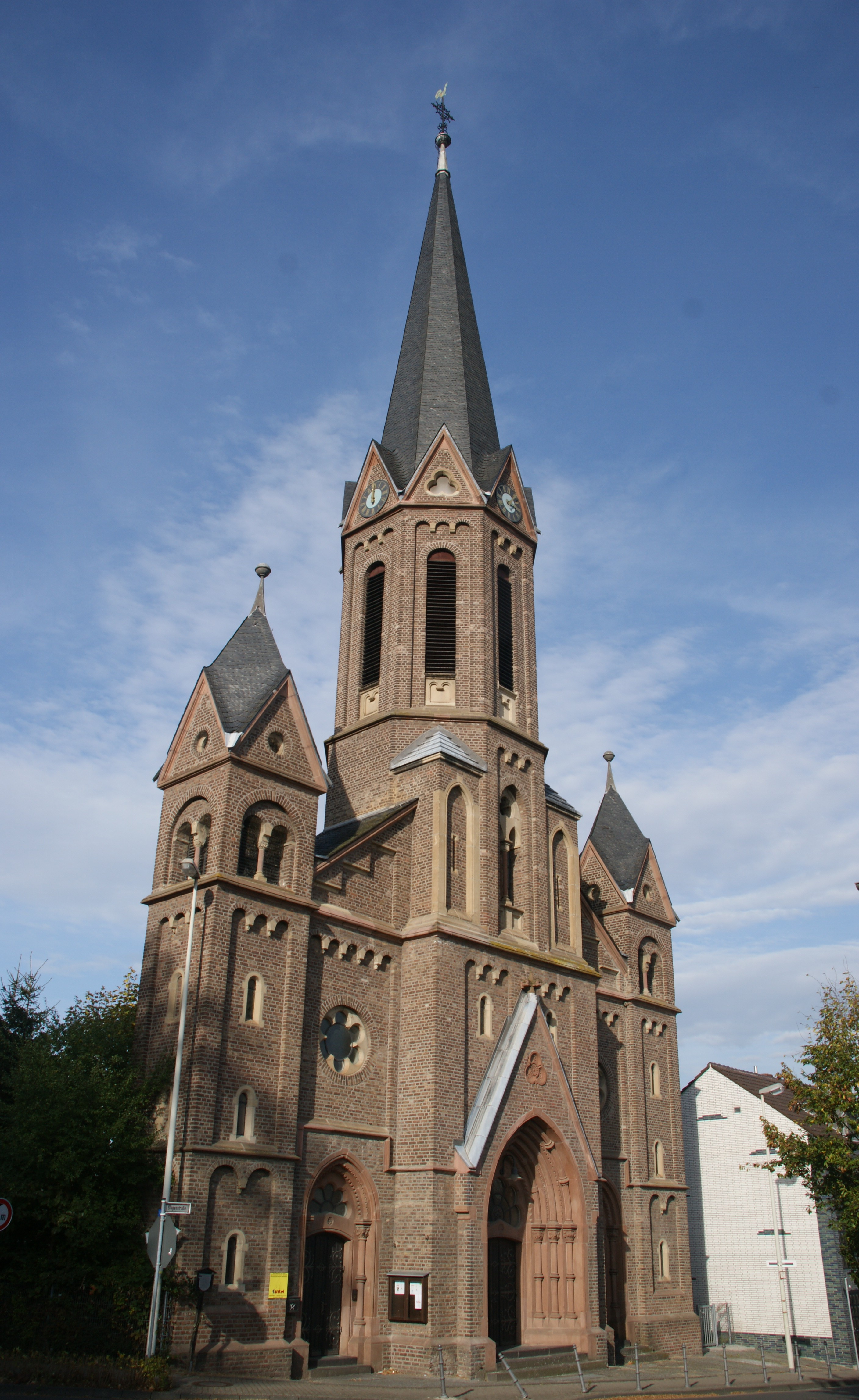
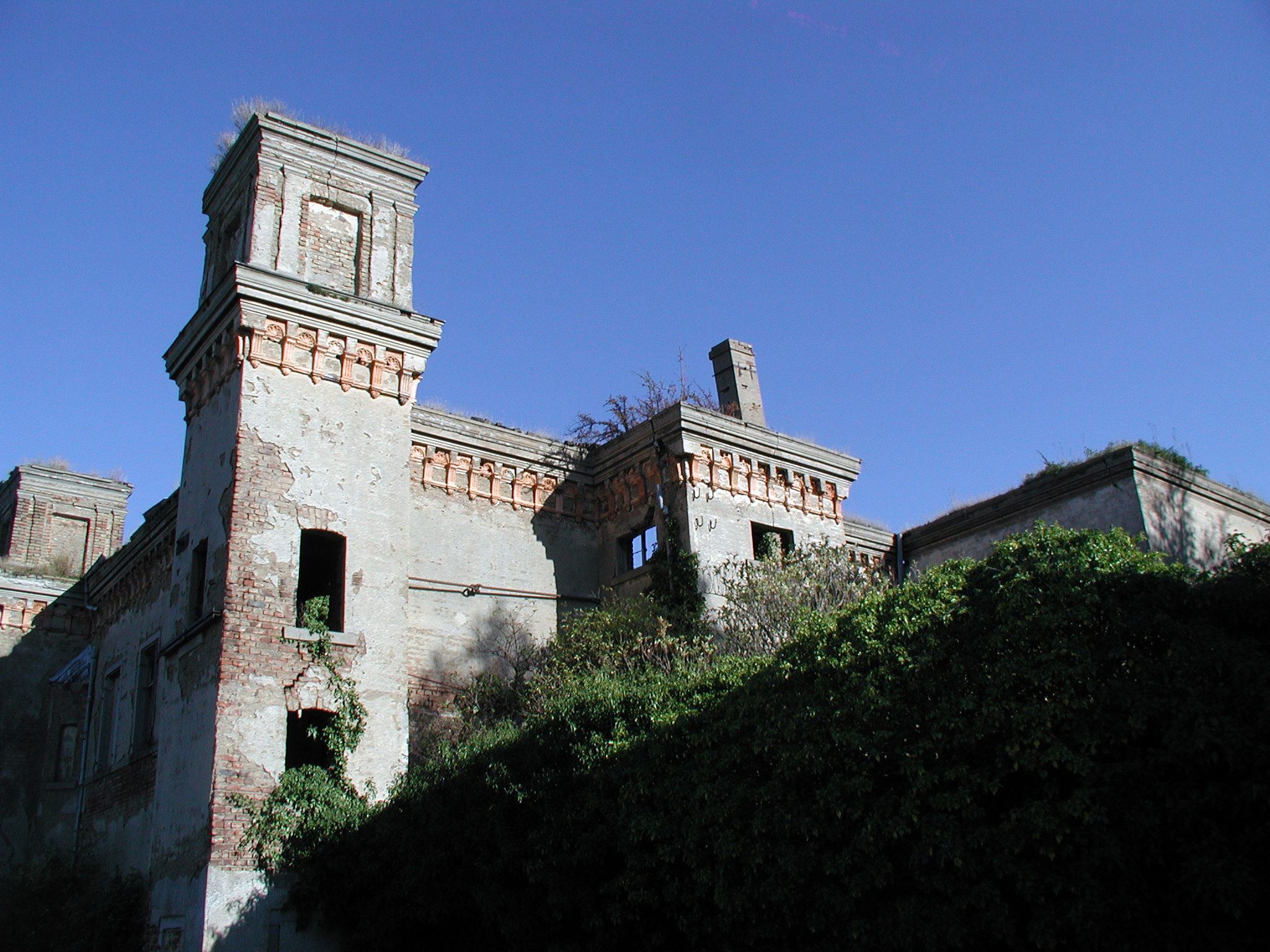
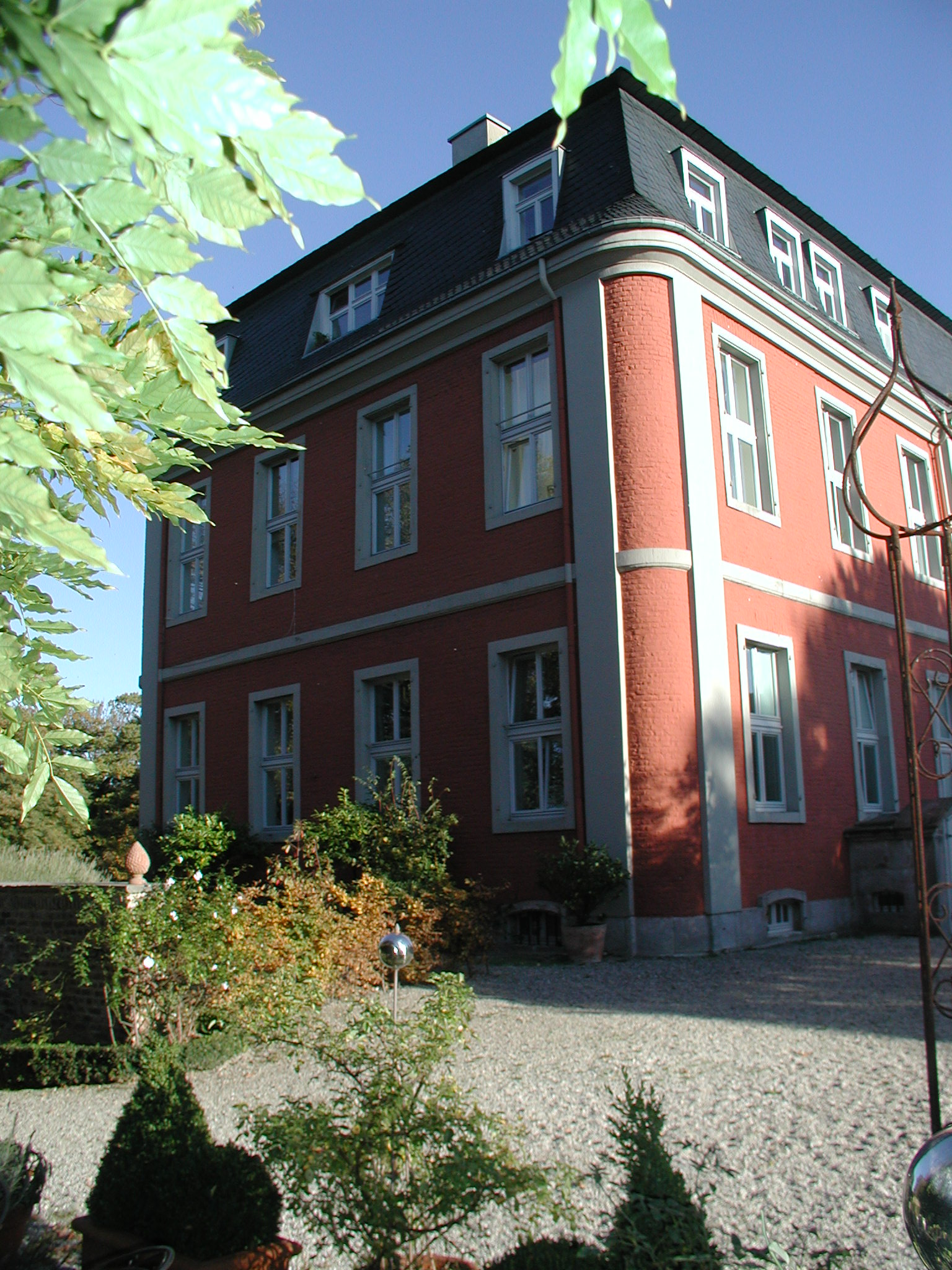
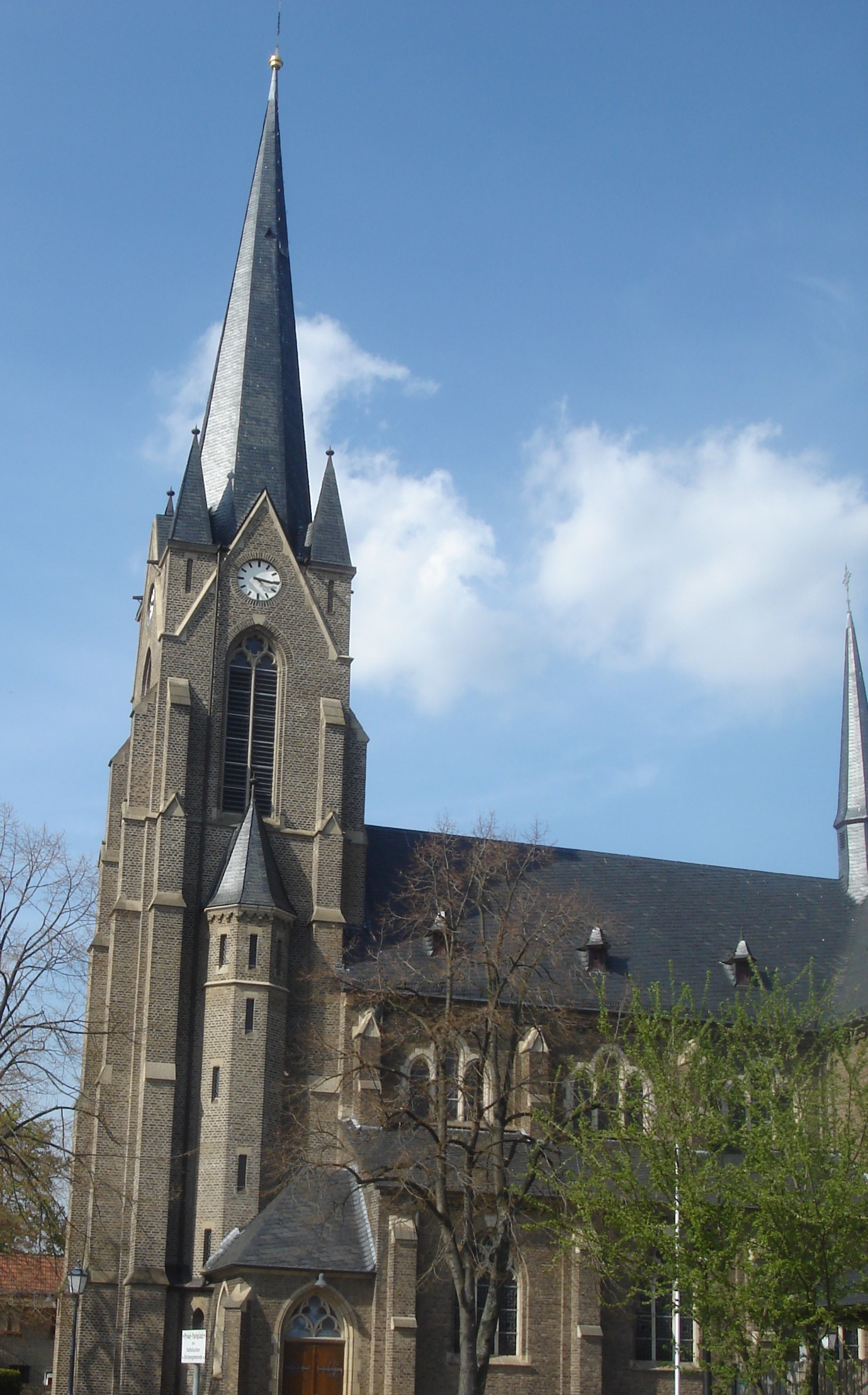

Alfter · Bad Honnef · Bornheim · Eitorf · Hennef · Königswinter · Lohmar · Meckenheim · Much · Neunkirchen-Seelscheid · Niederkassel · Rheinbach · Ruppichteroth · Sankt Augustin · Siegburg · Swisttal · Troisdorf · Wachtberg · Windeck